# Regimiento de Caballería de Tanques 10

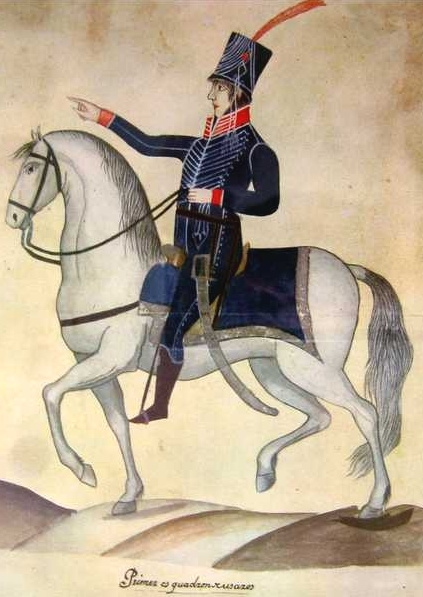
Húsares de Pueyrredón.

El Regimiento de Caballería de Tanques 10 "Húsares de Pueyrredón" (RC Tan 10) es una unidad de caballería del Ejército Argentino con asiento en la guarnición militar de Azul, Provincia de Buenos Aires, y que pertenece a la I Brigada Blindada "Brig. Gral. Martín Rodríguez", en el marco de la 3.ª División de Ejército "Tte. Gral. Julio Argentino Roca".
Sus orígenes se remontan al escuadrón de Húsares de Pueyrredón, que fue un cuerpo de milicias criollas voluntarias creado en la campiña de Buenos Aires durante las Invasiones Inglesas de 1806-1807 al Virreinato del Río de la Plata. Es considerado el segundo regimiento más antiguo del arma de caballería en la historia del Ejército Argentino después del Regimiento de Blandengues. Pese a los cambios de nombres, se registra una continuidad histórica desde el escuadrón creado por Juan Martín de Pueyrredón a mediados de 1806 hasta el actual Regimiento de Caballería de Tanques 10.
Esta unidad de caballería blindada mantiene su asiento en instalaciones de la guarnición local junto a la unidad de artillería GA Bl 1 "Cnel. Martiniano Chilavert".

## Historia

### Húsares de Buenos Aires
Los Húsares de Pueyrredón participaron en la guerra de la Independencia Argentina bajo distintos nombres y continuaron al servicio del Estado nacional argentino hasta la disolución del mismo por efectos de la Anarquía del Año XX. El 1 de octubre de 1820 la provincia de Buenos Aires creó sobre su base a los Húsares de Buenos Aires, unidad que se considera da continuidad a los Húsares de Pueyrredón. 
En la segunda de las campañas de Martín Rodríguez contra los indígenas de la provincia de Buenos Aires iniciada el 6 de marzo de 1823 participaron tropas del Regimiento de Húsares de Buenos Ayres. En ese mismo teatro, acompañaron posteriormente las campañas del coronel Federico Rauch entre octubre de 1826 a enero de 1827. Los húsares combatieron en las acciones de Puesto del Rey, Arroyo Dulce, Quequén Grande, Arroyo Las Salinas, Lago Epecuén y Sierra de la Ventana.

### Regimiento 10 de Caballería

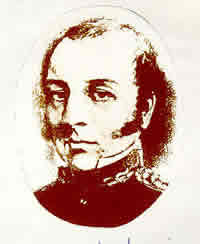
Pablo Zufriategui.

Finalizada la guerra de la Independencia Argentina, los cuerpos de húsares resurgieron al estallar la guerra del Brasil. Durante la presidencia de Bernardino Rivadavia y mientras se desarrollaban las operaciones de Rauch en el sur, Carlos María de Alvear, general en jefe del ejército republicano, dispuso el 30 de noviembre de 1826 la creación del Regimiento 10 de Caballería, a las órdenes del coronel Pablo Zufriategui. Finalizada la guerra, el regimiento fue disuelto.
En 1830 con el Regimiento de Caballería de Línea de los Húsares Defensores del Honor Nacional fue reorganizado, en 1833, ahora como milicias provinciales, estuvo a las órdenes del teniente Francisco Sosa, interviniendo en la Campaña al Desierto formando parte de la columna izquierda al mando del brigadier general Juan Manuel de Rosas. Regresó a Buenos Aires a principios de 1834, en donde fue disuelto. 
En 1854 fue creado el Regimiento de Línea n.º 3 Húsares del Plata y en 1856 un decreto del vicepresidente de la Confederación Argentina doctor Salvador María del Carril recreó el Regimiento 10 de Caballería de Línea, destinándolo en la frontera sur de la provincia de Santa Fe.
El 10 de Caballería combatió en el ejército de la Confederación en la batalla de Cepeda (1859) y en la batalla de Pavón (1861), siendo disuelto tras la derrota.
En 1871 el regimiento es recreado nuevamente para servir en la frontera norte, armado de carabinas Remington, modelo argentino de ese año. El armamento de los primeros húsares había estado basado en carabinas, tercerolas y pistolas de chispa, sables de latón y lanzas.
Durante la Revolución de 1874 integró las fuerzas gubernamentales al mando del coronel Julio Argentino Roca en la represión de las fuerzas del general José Miguel Arredondo, participando en la batalla de Santa Rosa del 7 de diciembre de ese año.
En la revolución de 1880 de Carlos Tejedor integró la división del coronel Eduardo Racedo que batió a las fuerzas del coronel José Inocencio Arias en los combates de Olivera, Puente Alsina, en Los Corrales y en San José de Flores. Sofocada la revolución fue destinado en guarnición a Chivilcoy y al año siguiente fue afectado a la frontera norte de la provincia de Buenos Aires.
El 13 de junio de 1881 el Regimiento 10 se fusionó en el 6 de Caballería, aunque un decreto del 9 de marzo de 1882 dispuso nuevamente la formación del regimiento.
El 11 de junio de 1883 bajo el mando del teniente coronel Rudecindo Ibazeta efectuó un reconocimiento de la región del río Pilcomayo combatiendo contra los indígenas chaqueños hasta regresar sin bajas el 1 de septiembre al Fuerte Dragones.
En el marco de la Conquista del Chaco encabezada por el general Benjamín Victorica, el 30 de octubre de 1884 partió del Fuerte Victorica (Salta) en dos columnas siguiendo el río Teuco rumbo a La Cangayé, sobre el río Bermejo, en el Chaco Austral. En diciembre el regimiento regreso a sus bases tras recorrer 400 km.
En 1886 marchó a Buenos Aires a las órdenes del teniente coronel Baldomero Lamela, siendo disuelto el 10 de diciembre de ese año.
El 19 de septiembre de 1898 fue recreado por el presidente José Evaristo Uriburu y trasladado a la provincia de Córdoba el siguiente año. Nuevamente disuelto, fue recreado por decreto del 31 de enero de 1902. En este período incorporó las carabinas Maüser mod. 1891 y sables Solingen.
Hasta febrero de 1905 permaneció de guarnición en Córdoba pero al verse involucrado en la Revolución radical de 1905 el regimiento fue disuelto. El 30 de septiembre de 1917 el presidente Hipólito Yrigoyen decretó su reorganización en Campo de Mayo.
El 12 de agosto de 1919 el Regimiento 10 de Caballería recibió el nombre de Húsares de Pueyrredón, autorizándosele el uso del uniforme histórico.
En 1921 a las órdenes del teniente coronel Héctor Varela participó de la matanza de los obreros y peones de estancia huelguistas, de la llamada Patagonia rebelde, el movimiento de los trabajadores anarcosindicalistas en rebelión en el Territorio Nacional de Santa Cruz. A su regreso, continuó ocupando los cuarteles de Campo de Mayo.

### Regimiento de Caballería de Tanques 10 «Húsares de Pueyrredón»

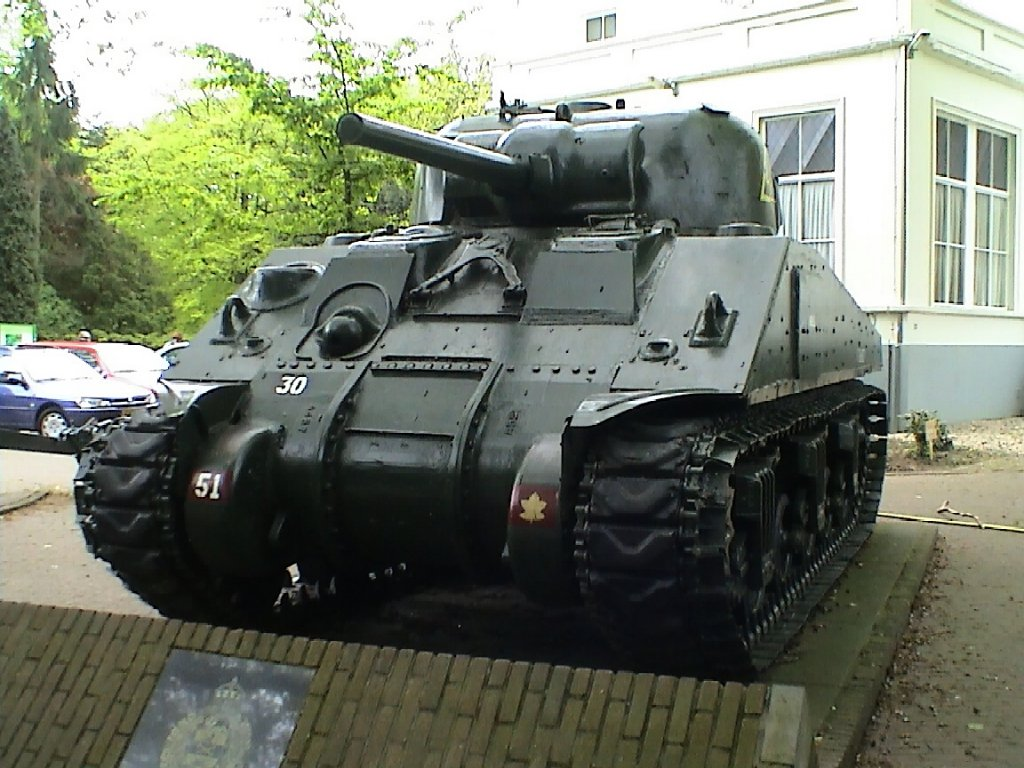
M4 Sherman.

El 29 de abril de 1948 fue reorganizado como Regimiento de Caballería de Tiradores Blindados 10 «Húsares de Pueyrredón» y dotado de vehículos blindados M3 y tanques M4 Sherman. En 1951 se reorganizó como Agrupación Blindada I, compuesta por un batallón de M4, en 1953 como Agrupación de Tropas Blindadas y en 1958 como Agrupación Blindada A que a fines de 1961 fue nuevamente transformada en el Regimiento 10 de Caballería de Tiradores Blindados «Húsares de Pueyrredón», con tres escuadrones de tiradores blindados y uno de tanques. En 1961 los escuadrones estaban provistos de fusiles FN FAL y FAP, ametralladoras ALAM (calibre 7,65 mm), Browning (calibre 7,62 mm), MAG (calibre 7,62 mm) y Browning M2 (calibre 12,7 mm), morteros Brandt (81 y 120 mm), cañones Oerlikon (20 mm) y Czekalski sin retroceso (105 mm).
En 1967 se trasladó a la ciudad de Azul en la provincia de Buenos Aires. 
Durante la Revolución Argentina, el 8 de octubre de 1971 se inició en el regimiento un levantamiento que se extendió a las unidades blindadas de Olavarría que fue fácilmente dominado y le permitió al presidente de facto Alejandro Agustín Lanusse purgar del ejército a militares contrarios a su conducción.
Durante el gobierno de Juan Domingo Perón, en la noche del 19 de enero de 1974, el cuartel del regimiento en Azul fue atacado por 80 guerrilleros de la llamada Compañía «Héroes de Trelew» del Ejército Revolucionario del Pueblo a las órdenes de Enrique Gorriarán Merlo y Hugo Irurzun. Antes de retirarse, fue asesinado el comandante del regimiento Camilo Arturo Gay, su esposa Irma Caseaux de Gay y el soldado Daniel González. El jefe del Grupo de Artillería Blindado 1, teniente coronel Jorge Roberto Ibarzabal, fue tomado prisionero en la acción y ejecutado el 19 de noviembre.
El Regimiento de Caballería de Tiradores Blindados 10 integró el Agrupamiento A que se desplazó a la provincia de Tucumán por orden del Comando General del Ejército para reforzar la V Brigada de Infantería que llevaba adelante el Operativo Independencia. El Agrupamiento A se turnaba con los Agrupamientos B y C, creados para el mismo fin.
En 1976, durante el gobierno de facto autodenominado Proceso de Reorganización Nacional, en el predio de Azul operó un centro clandestino de detención bajo la responsabilidad del teniente coronel Pedro Pablo Mansilla.
En 1978, fue movilizado a la provincia del Neuquén como parte del despliegue del Ejército Argentino frente al Conflicto del Beagle con Chile, regresando a su guarnición en Azul en 1979.
En 1979 se reorganizó y pasó a denominarse Regimiento de Caballería de Tanques 10 «Húsares de Pueyrredón». En 1980 el regimiento fue dotado con el Tanque Argentino Mediano (TAM), diseñado en 1973 por la empresa alemana Thyssen-Henschel para el Ejército Argentino. En 1982 a raíz de la guerra de las Malvinas fue movilizado temporalmente a la ciudad de General Conesa en la provincia de Río Negro, como parte de la Brigada Blindada I.